# Canton de Cahors-Nord-Est
Le canton de Cahors-Nord-Est était une division administrative française située dans le département du Lot en région Midi-Pyrénées.

## Géographie
Ce canton est organisé autour de Cahors dans l'arrondissement de Cahors. Son altitude varie de 105 m (Cahors) à 361 m (Valroufié) pour une altitude moyenne de 150 m.

## Histoire
Canton créé en 1985 (décret du 24.12.1984) : dédoublement du canton de Cahors-Nord.

## Administration

### Conseillers généraux de 1985 à 2015
| Période | Période           | Identité          | Étiquette | Qualité                                                                                          |
| ------- | ----------------- | ----------------- | --------- | ------------------------------------------------------------------------------------------------ |
| 1985    | 1992              | Huguette Orliac   | MRG       | Première adjointe au maire de Cahors - Conseillère régionale                                     |
| 1992    | 1998              | Michel Roumégoux  | UDF       | Vétérinaire, conseiller municipal de Cahors                                                      |
| 1998    | 1999 (annulation) | Bernard Delpech   | PS        | Infirmier D.E.                                                                                   |
| 1999    | 2002 (démission)  | Michel Roumégoux  | UDF       | Maire de Cahors de 2001 à 2003                                                                   |
| 2002    | 2011              | Dominique Orliac  | PRG       | Médecin ophtalmologue Conseillère municipale de Cahors Conseillère régionale Députée (2007-2017) |
| 2011    | 2015              | Geneviève Lagarde | PS        | Avocate Première adjointe au maire de Cahors                                                     |

## Composition
Le canton de Cahors-Nord-Est se compose d’une fraction de la commune de Cahors et de trois autres communes. Il compte 8 004 habitants (population municipale) au 1er janvier 2012.
| Nom                | Code Insee | Intercommunalité | Population (dernière pop. légale)              |
| ------------------ | ---------- | ---------------- | ---------------------------------------------- |
| Cahors (chef-lieu) | 46042      | CA Grand Cahors  | Fraction : 6 311(2012) Commune : 19 630 (2014) |
| Lamagdelaine       | 46149      | CA Grand Cahors  | 725 (2014)                                     |
| Laroque-des-Arcs   | 46156      | CA Grand Cahors  | 513 (2014)                                     |
| Valroufié          | 46327      | CA Grand Cahors  | 437 (2014)                                     |

## Démographie avant 2015
| 1990  | 1999  | 2006  | 2011  | 2012  |
| ----- | ----- | ----- | ----- | ----- |
| 7 414 | 7 567 | 8 232 | 8 190 | 8 004 |